# Парангу-Маре
Паранґу Маре (рум. Vârful Parângul Mare — «Великий Парангу») — гора в Румунії, висотою 2519 м, найвища вершина гірського масиву Паранг, який розташований в групі Паранґських гір у Південних Карпатах, які в свою чергу є південною частиною Карпат.

## Географія
Вершина лежить на південному сході румунського повіту Хунедоара, який розташований в Західному регіоні Румунії, в гірському масиві Паранґ, за 74 км на південний схід від міста Дева та практично на кордоні з повітом Горж. Абсолютна висота вершини 2519 м (4-та за абсолютною висотою вершина Румунії). Відносна висота — 2103 м. Це найвищий ультра-пік країни. Найвище сідло вершини, по якому вимірюється її відносна висота, має висоту всього 416 м. Топографічна ізоляція вершини відносно найближчої вищої гори Негою (2535 м), яка є другою за висотою вершиною Румунії, становить 84,19 км.

## Галерея

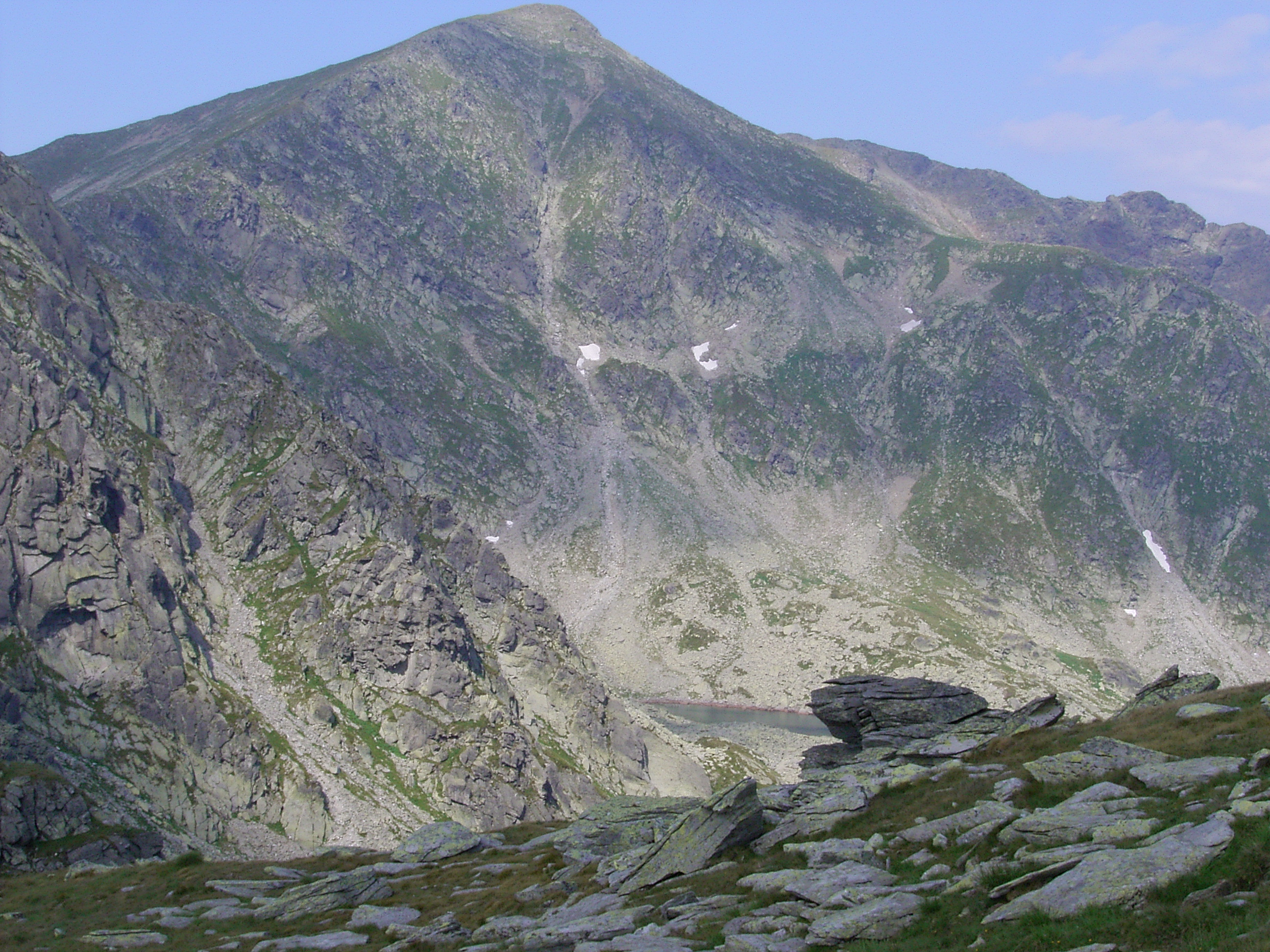
Паранґу Маре
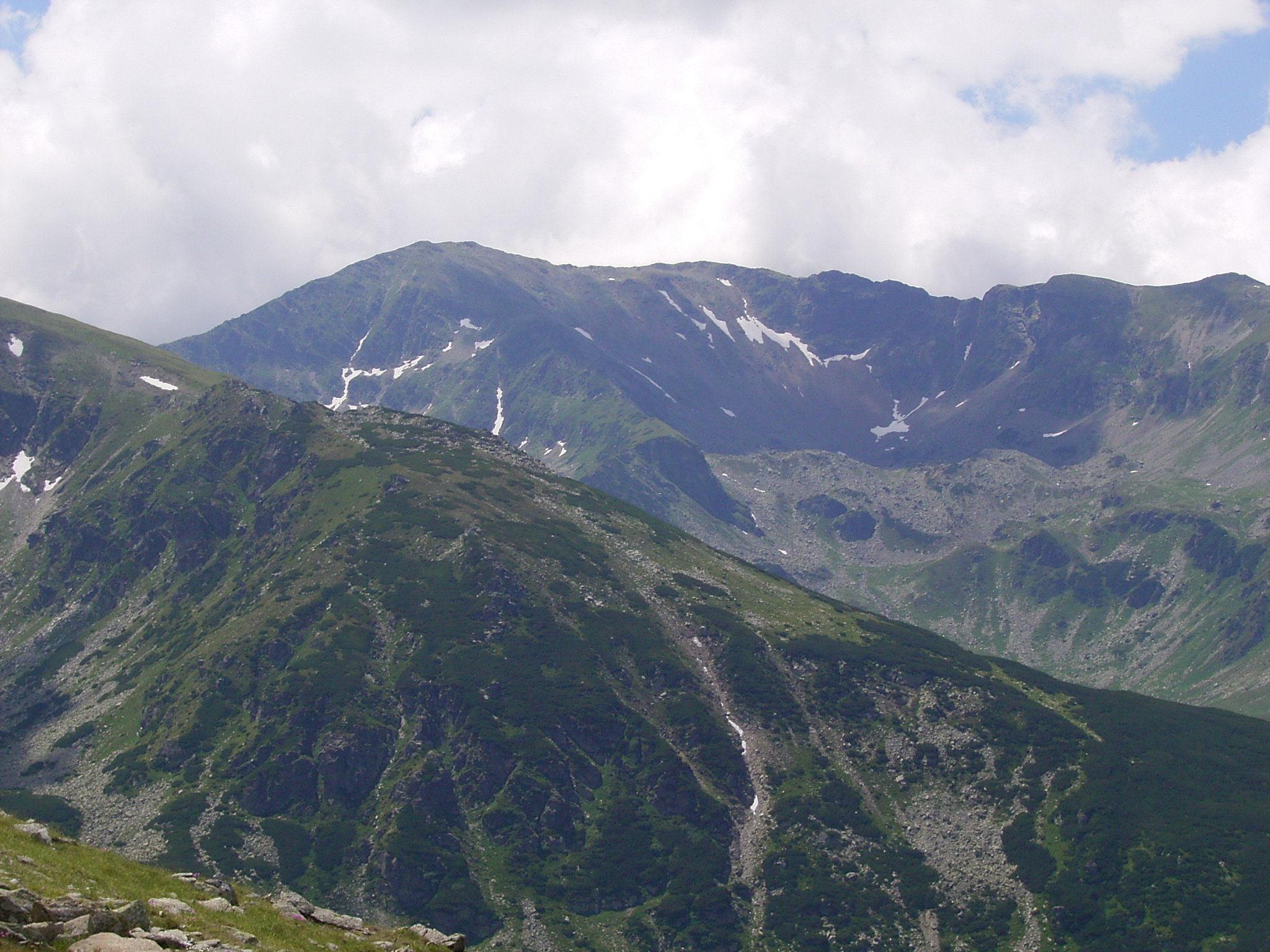
Гори Паранґ
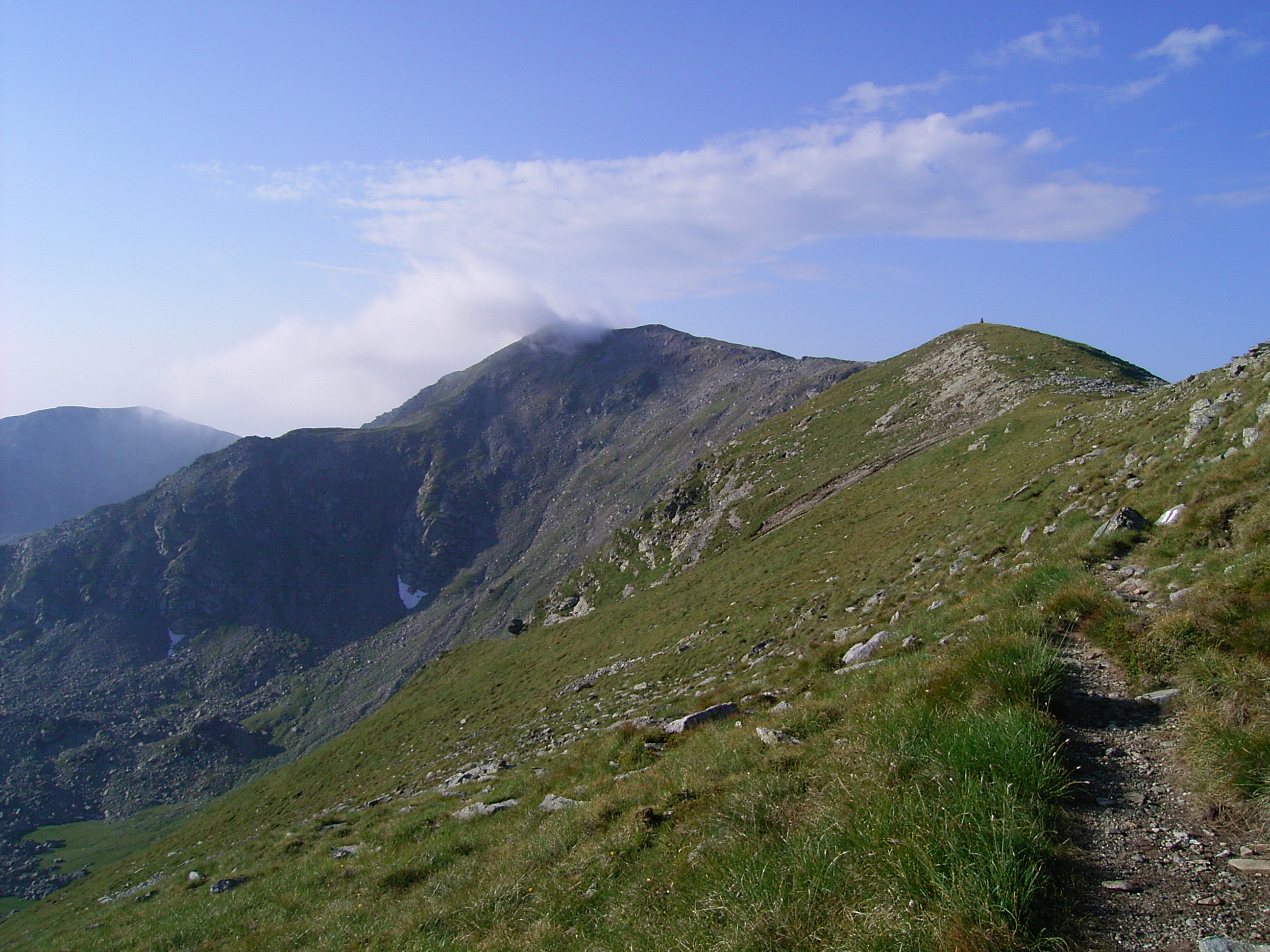
Паранґу Маре
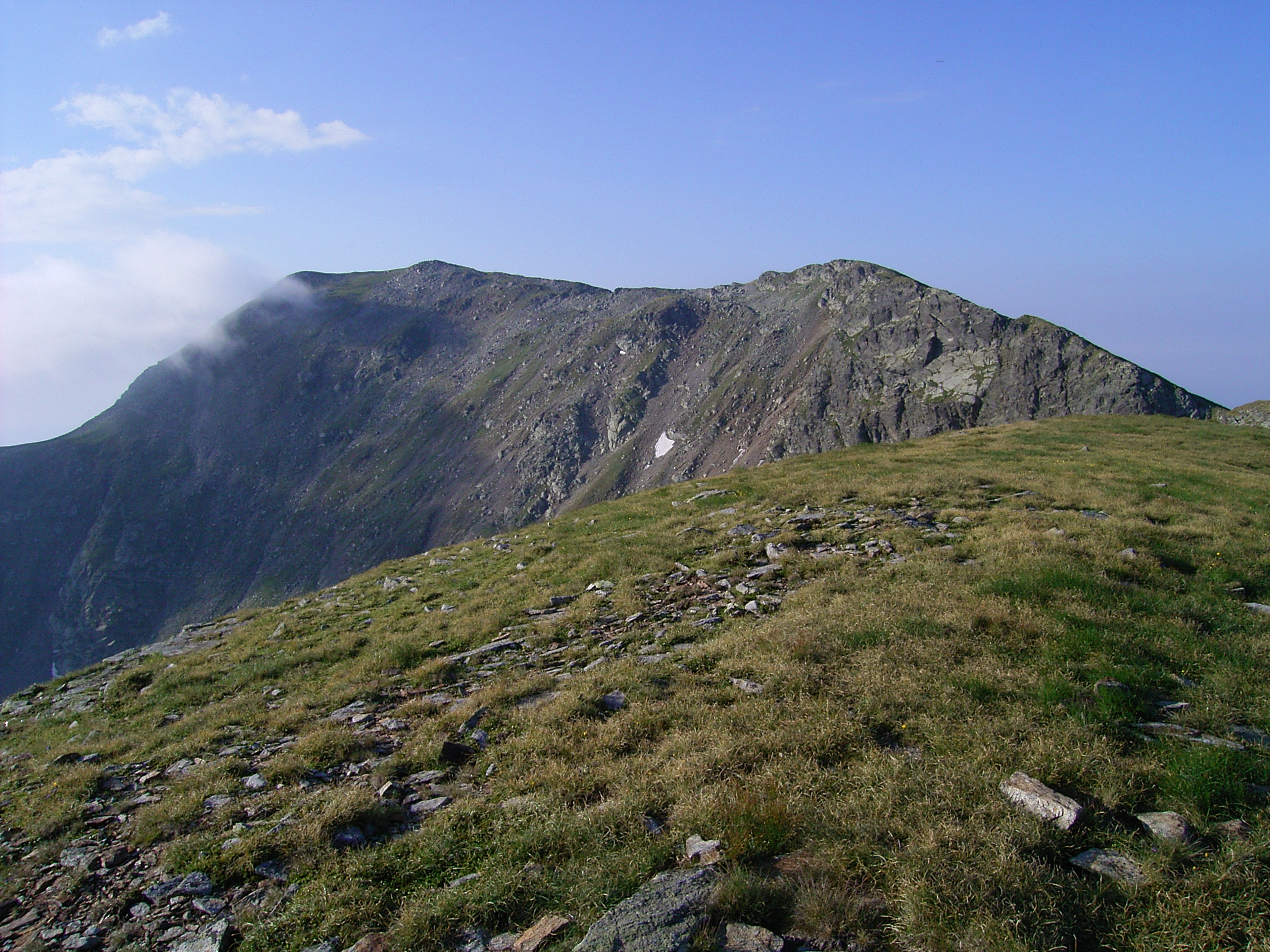
Паранґу Маре
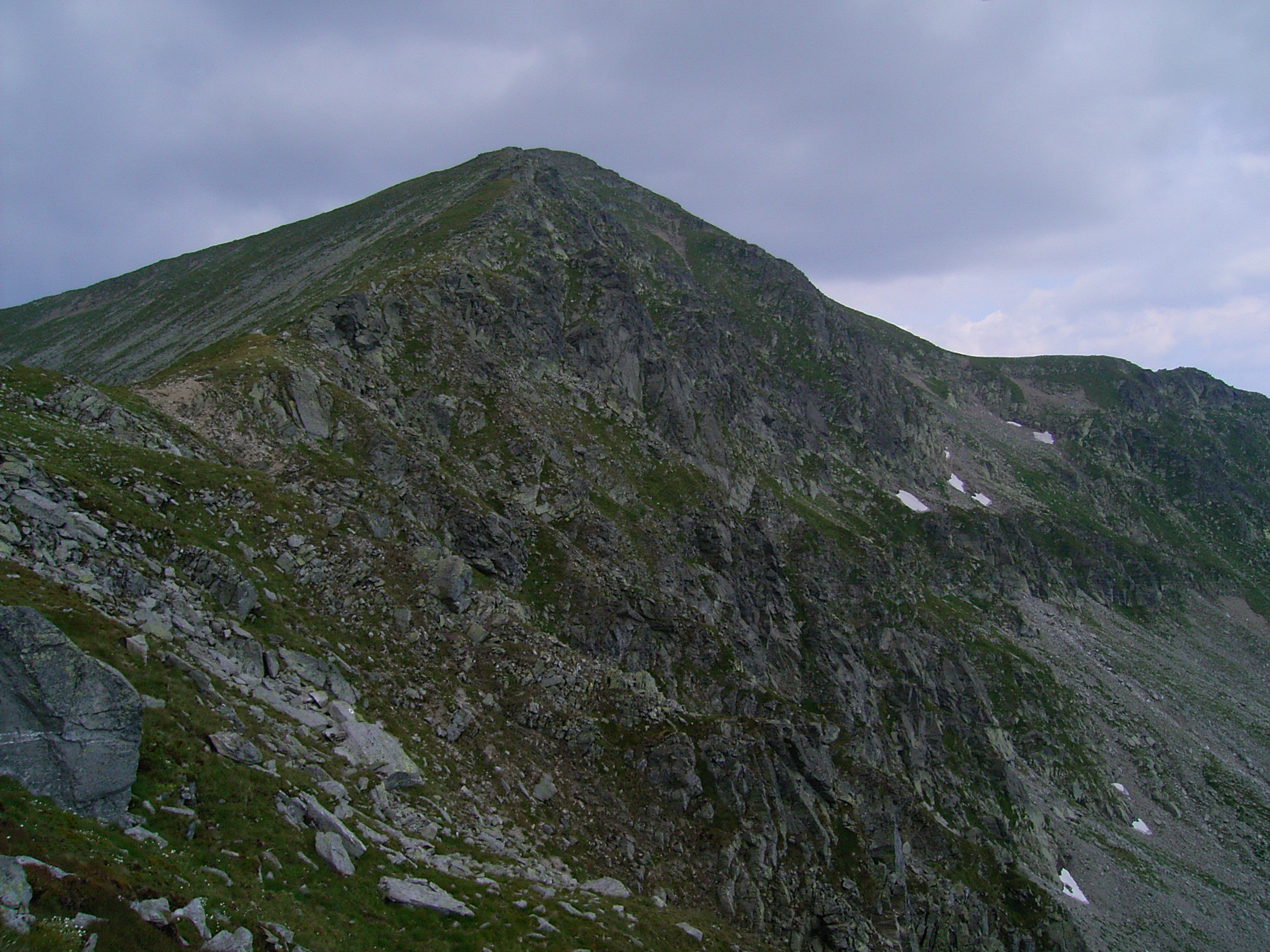
Паранґу Маре